# Lefty Driesell Award
Lefty Driesell Defensive Player of the Year Award – nagroda przyznawana corocznie najlepszemu obrońcy spośród wszystkich koszykarzy NCAA Division I. Została utworzona w 2010 roku, nosi imię trenera Lefty'ego Driesella, który jako główny trener zgromadził na swoim koncie 100 wygranych w czterech różnych uczelniach NCAA DI, odnosząc największe sukcesy z Maryland Terrapins.

## Laureaci
| *            | Nagrodzony tytułem Zawodnika Roku: Naismith College Player of the Year lub John R. Wooden Award |
| Zawodnik (X) | Oznacza liczbę nagród zdobytych przez jednego zawodnika                                         |
| Freshman     | Zawodnik pierwszego roku                                                                        |
| Sophomore    | Zawodnik drugiego roku                                                                          |
| Junior       | Zawodnik trzeciego roku                                                                         |
| Senior       | Zawodnik ostatniego roku                                                                        |

| Sezon   | Zawodnik         | Uczelnia            | Status   | Przyp. |
| ------- | ---------------- | ------------------- | -------- | ------ |
| 2009–10 | Jarvis Varnado   | Mississippi State   | Senior   | [ 2 ]  |
| 2010–11 | Kent Bazemore    | Old Dominion        | Junior   | [ 3 ]  |
| 2011–12 | Anthony Davis*   | Kentucky            | Freshman | [ 5 ]  |
| 2012–13 | Tommy Brenton    | Stony Brook         | Senior   | [ 6 ]  |
| 2013–14 | Elfrid Payton    | Louizjana–Lafayette | Junior   | [ 7 ]  |
| 2014–15 | Darion Atkins    | Wirginia            | Senior   | [ 8 ]  |
| 2015–16 | Vashil Fernandez | Valparaiso          | Senior   | [ 9 ]  |
| 2016–17 | Jevon Carter     | West Virginia       | Junior   | [ 10 ] |

## Laureaci według szkół
| Uczelnia            | Laureaci | Lata |
| ------------------- | -------- | ---- |
| Kentucky            | 1        | 2012 |
| Louizjana–Lafayette | 1        | 2014 |
| Mississippi State   | 1        | 2010 |
| Old Dominion        | 1        | 2011 |
| Stony Brook         | 1        | 2013 |
| Wirginia            | 1        | 2015 |